# Guelmim (província)
Guelmim é uma província de Marrocos, que pertence administrativamente a região de Guelmim-Oued Noun. Em 2014 tinha 187.808 habitantes distribuidos por 10.783 km². A sua capital administrativa é a cidade de Guelmim.

## Limites
Os limites da província são:
- Norte com as província de Tiznit e Sidi Ifni.[2]
- Oeste pelo Oceano Atlântico.[2]
- Sudeste com a província de Assa-Zag.[2]
- Sudoeste com a província de Tan-Tan.[2]

## Geografia e clima

### Hidrologia
A província contem apenas uádis temporários (rios), sendo o mais importante o wadi Draa, e todos os seus afluentes.

### Clima
O clima da província é do tipo pré-saariano, seco e árido, com as temperaturas a beneficiar da influência oceânica. A temperatura média varia entre 12°C no inverno e os 30°C no verão, mas é comum ultrapassar os 40°C e baixar abaixo de 5°C. A precipitação média anual é de 217 mm.

## Organização Administrativa
Administrativamente a província divide-se em 3 círculos e 20 comunas.

### Subdivisões administrativas
Nas áreas urbanas a província divide-se em municípios. Nas áreas rurais a província divide-se em comunas. As comunas contiguas constituem círculos.

#### Os municípios
As áreas urbanas da província constituem 2 municípios.
- Guelmim, município com 118 318 habitantes em 2014.[2]
- Bouizakarne, município com 14 228 habitantes em 2014.[2]

#### Os círculos e as comunas
As áreas rurais da província constituem 18 comunas, agrupadas em 3 círculos.

##### Circulo de Bouizakarne
Circulo constituído por 7 comunas, tinha 35 670 habitantes em 2014.
- Aday, comuna com 3 005 habitantes em 2014.[2]
- Ait Boufoulen, comuna com uma área de 300 km²[5] e 1 045 habitantes em 2014.[2]
- Amtdi, comuna com 1 472 habitantes em 2014.[2]
- Ifrane Atlas Saghir, comuna com 11 205 habitantes em 2014.[2]
- Tagante, comuna com 3 630 habitantes em 2014.[2]
- Taghjijt, comuna com 9 988 habitantes em 2014.[2] A povoação de Taghjijt tinha 6 700 habitantes em 2014.[2]
- Timoulay, comuna com 5 325 habitantes em 2014.[2]

##### Circulo de Guelmim
Circulo constituído por 4 comunas, tinha 9 899 habitantes em 2014.
- Aferkat, comuna com 1 460 habitantes em 2014.[2]
- Asrir, comuna com uma área de 923 km²[5] e 3 566 habitantes em 2014.[2]
- Fask, comuna com 3 943 habitantes em 2014.[2]
- Tiglit, comuna com 9 693 habitantes em 2014.[2]

##### Circulo de Laqsabi
Circulo constituído por 7 comunas, tinha 9 693 habitantes em 2014.
- Abaynou, comuna com 2 422 habitantes em 2014.[2]
- Echatea El Abied, comuna com 1 158 habitantes em 2014.[2]
- Labyar, comuna com 546 habitantes em 2014.[2]
- Laqsabi Tagoust, comuna com 2 413 habitantes em 2014.[2]
- Rass Oumlil, comuna com 1 172 habitantes em 2014.[2]
- Taliouine Assaka, comuna com 1 125 habitantes em 2014.[2]
- Targa Wassay, comuna com 857 habitantes em 2014.[2]

## Demografia
Em 2014 a população da província correspondia a 43,29% da população da região de Guelmim-Oued Noun e 0,6% da população total Marroquina.
| 1994    | 2004    | 2014    |
| ------- | ------- | ------- |
| 147 124 | 166 685 | 187 808 |

### Dados demográficos

#### Crescimento demográfico
O crescimento demográfico anual da província entre os censos de 2004 e 2014 foi de 1,2%.

#### Urbanização
A população urbana em 2014 constituía 74,1% do total da população. Em 2004 era de 68.8%.

#### População por sexo
Em 2014, as mulheres representavam 51,5% da população total da província, enquanto os homens representavam 48,5% da população.

#### População por grupos etários
Em 2014 o grupo etário dos 0 aos 14 anos representava 27,9% da população total da província, enquanto 62,6% da população tinha entre 15 a 59 anos e o grupo etário dos maiores de 60 anos representava 9,4%.

#### População por estado civil
Em 2014 os solteiros correspondiam a 55,4% da população da província, os casados correspondiam a 38,9%, os viúvos correspondiam a 4% e os divorciados correspondiam a 1,7%.

#### Educação e Escolaridade
Em 2014 a taxa de analfabetismo da província era de 29,3%. Por sexos a taxa de analfabetismo nas mulheres era de 39,7% e nos homens era de 17,9%. No mesmo ano o numero de crianças dos 7 aos 12 anos que frequentavam a escola, era de 96,8%.

#### Habitação
Em 2014, o número de agregados familiares registados na província era de 40.214, sendo o numero de pessoas por agregado familiar de 4,9 pessoas.

### Línguas
Em 2014 a língua mais falada pela população da província era o Árabe marroquino (Darija), falada por 73,4% da população; seguida pela língua Xélia (Tachelhit), falada por 48,4% da população; pelo Árabe hassani (Hassania), falado por 22,3% da população e pelo Tamazight falado por 1,4%.

## Economia
Em 2017 a população ativa da província era de 42,6%. A taxa de desemprego no mesmo ano era de 18,9%. A taxa de pobreza em 2014 era de 5,4%, sendo que 13,1% da população estava vulneráveis à pobreza.

### Agricultura
A área agrícola útil em 2016 era de 100.000 ha, dos quais 25.000 ha eram de agricultura de sequeiro, 70.000 ha de agricultura de espalhamento da água da inundação (Faid) e 5.000 ha eram de agricultura de irrigação.

#### Culturas
O cultivo de cereais (Trigo mole,Trigo duro e cevada) era responsável por 11.400 ha de área agrícola útil. A horticultura era responsável por 2.184 ha. As culturas forrageiras (principalmente alfafa) eram responsáveis por 1.520 ha. Relativamente as arvores de fruta a província contava com 504.000 árvores, dos quais 54% eram tamareiras, 42% eram oliveiras e 4% eram amendoeiras.

#### Pecuária
Em 2014, a província tinha uma população de 147.795 cabeças de gado (70% eram ovinos, 23% eram cabras e o restantes eram bovinos e camelos).

#### Florestas
A área total florestada da província era de  37.920 ha. As árvores do tipo folhosas ocupavam uma área de 17.300 ha, dos quais o argão ocupava uma área de 17.180 ha. As árvores do tipo coníferas ocupavam uma área de 1.730 ha (predominantemente árvores do tipo thuja).

### Artesanato
Os costumes e tradições da província estão refletidos no artesanato característico da província. Os sectores dominantes são a Joalharia (utilização de metais preciosos), a marroquinaria tradicional (peças à base de peles de cabra) e a marcenaria artesanal.

## Transportes
A rede rodoviária da província totalizava em 2016, uma extensão de 1.116 km, dos quais 685 km alcatroados.
O aeroporto de Guelmim é um aeródromo auxiliar da aviação militar marroquina. Possui uma pista com 3.040 m de comprimento e um terminal de 210 m2 com capacidade para 20 000 passageiros por ano.